# Oxid manganatý
Oxid manganatý je anorganická sloučenina se vzorcem MnO. MnO je oxid bazického charakteru, nerozpustný ve vodě ale rozpustný v některých kyselinách, ve kterých tvoří manganaté soli.

## Výroba a výskyt
MnO může být připraven redukcí vyšších oxidů vodíkem, např.:
MnO2 + H2 → MnO + H2O
Komerčně se vyrábí redukcí z MnO2 s vodíkem, oxidem uhelnatým nebo methanem, např.:
MnO2 + CO → MnO + CO2
Dalším způsobem přípravy může být zahřívání MnCO3:
MnCO3 → MnO + CO2
Tento kalcinační proces je anaerobně řízen pro zabránění vzniku Mn2O3.
V přírodě se MnO vyskytuje velmi vzácně jako nerost manganosit.

## Struktura a vlastnosti
MnO má krystalovou strukturu soli kamenné (NaCl), kde kationty a anionty jsou osmistěnně orientovány. Mohou se vytvářet nestechiometrické oxidy od MnO1,000 až po MnO1,045. Pod teplotou 118 K se MnO stává antiferomagnetickým.
MnO byla jedna z prvních rozpoznaných sloučenin, její magnetická struktura byla určena neutronovou difrakcí v roce 1951. Tato studie ukázala, že Mn2+ tvoří plošně středěnou kubickou magnetickou podmřížku, kde jsou feromagneticky spojeny plochy, které jsou antiparalelní k přiléhajícím plochám.

## Použití
Spolu se sulfidem mangantým je MnO složka hnojiv a krmných přísad, kterých se spotřebuje ročně v tisících tunách.